# Anaxàndrides de Camiros
Anaxàndrides (grec antic: Ἀναξανδρίδης, llatí: Anaxandrides), fill d'Anaxandre, fou un poeta còmic atenès natural de Camiros, a l'Illa de Rodes. Es considera dels autors inclosos en la comèdia mitjana.
Va debutar com a escriptor de comèdies l'any 376 aC. Vint-i-nou anys després va fer una exhibició als jocs olímpics organitzats per Filip II de Macedònia a la ciutat de Díon. Aristòtil el tenia en alta consideració. Es diu que va ser el primer que feia de les intrigues amoroses una part principal de la comèdia. Va guanyar deu premis i va escriure 65 comèdies, però se sap que en va destruir algunes amb ràbia per la poca acceptació que havien tingut. Es coneixen els títols de 33. També va ser un poeta ditiràmbic, però no queden restes de la seva obra.